# Davidgasse
Die Davidgasse ist eine lange Gasse im 10. Wiener Gemeindebezirk, Favoriten.

## Verlauf
Die Davidgasse verbindet am Fuße des Wienerberges durch ihren Ost-West-Verlauf die großen radial nach Süden führenden Ausfalls- und Fernverkehrsstraßen des 10. Bezirks in Wien. Ausgehend vom Reumannplatz  quert sie die Laxenburger Straße und endet schließlich an der Triester Straße. In ihrem Verlauf liegen der Arthaberplatz und -park, wo sie unterbrochen wird sowie der Belgradplatz mit dem Barankapark-Hellerwiese. An der Davidgasse gibt es an die 100 Hausnummern. Die Autobuslinie 7A Wiener Linien führt über große Strecken der Davidgasse und hat hier mehrere Haltestellen. Ein kurzes Stück im Osten befahren auch die Autobuslinien 65A und 66A. Fast die ganze Davidgasse, vom Reumannplatz bis zur Gussriegelstraße, wird als Einbahnstraße geführt.

## Geschichte
Am 13. Juli 1875 wurde die Davidgasse von der damaligen Gemeinde Inzersdorf nach dem Magistratischen Rechnungsrat Johann David benannt, der um 1795 in Schlesien geboren worden und am 13. Dezember 1869 in Wien gestorben war. Er hatte in dieser Gegend, der sogenannten Ried Obergeiselsberg, großen Grundbesitz, den er am 28. März 1862 parzellieren und für die Schaffung der Laxenburger Straße und des Simmeringer Weges der Allgemeinheit zur Verfügung stellte. Am 5. Juli 1894 wurde die Rittingergasse in die Davidgasse einbezogen.
Zwischen Reumannplatz und Laxenburger Straße war die Davidgasse bis Anfang des 20. Jahrhunderts dicht mit Zinswohnhäusern verbaut, während der längere Abschnitt zwischen Laxenburger Straße und Triester Straße weitgehend frei blieb und dann mit einzelnen Fabrikgebäuden besiedelt wurde. Erst seit den 1950er Jahren ist die Gasse durchgehend mit Wohnhäusern bebaut.

## Bemerkenswerte Bauwerke an der Davidgasse

### Nr. 6: Zinshaus
Davidgasse 6 ist das Beispiel eines Zinshauses vom Anfang des 20. Jahrhunderts mit sezessionistischem Bauschmuck. Der Architekt war Hans Fenz.

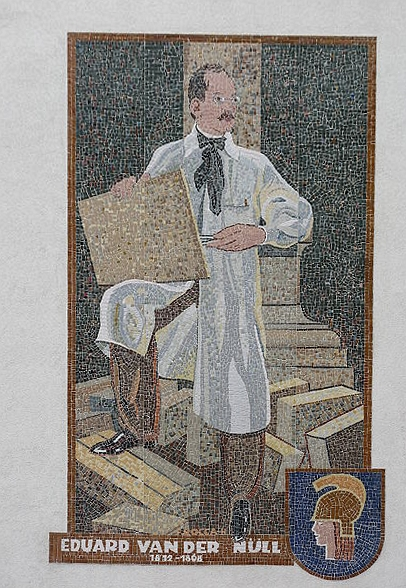
Mosaik Eduard van der Nüll, Davidgasse 35

### Nr. 35: Wohnhaus mit Mosaik
Das Eckhaus zur Van-der-Nüll-Gasse 54 trägt auf der Seite zur Davidgasse ein großes Mosaik, das den Architekten Eduard van der Nüll zeigt.

### Nr. 62–64: Wohnhaus
Davidgasse 62–64 ist ein Doppelhausblock, der 1913/14 nach Plänen des Architekten Rudolf Otto Gerger errichtet wurde. Er besitzt Schopfwalmgiebeln und Reliefdekor.

### Nr. 78: Anna-Boschek-Hof
Zwischen der Malborghetgasse und der Gußriegelstraße liegt eine große städtische Wohnhausanlage, die in den Jahren 1953–56 auf einem unbebauten Grundstück errichtet wurde. An der Planung waren die Architekten Harald Bauer, Josef Bayer, Siegfried Mörth, Rudolf Karl Peschel, Ferdinand Riedl und Fritz Slama beteiligt. Die aus mehreren sechsstöckigen Baublöcken bestehende Anlage umfasst 415 Wohnungen. Zwischen den Häusern bestehen Grünflächen. 2009 wurde der Gemeindebau nach der sozialdemokratischen Gewerkschafterin und Politikerin Anna Boschek benannt. An der Front zur Davidgasse befindet sich ein Mosaik Sonne, das 1958 von Reinhold Hauck geschaffen wurde.

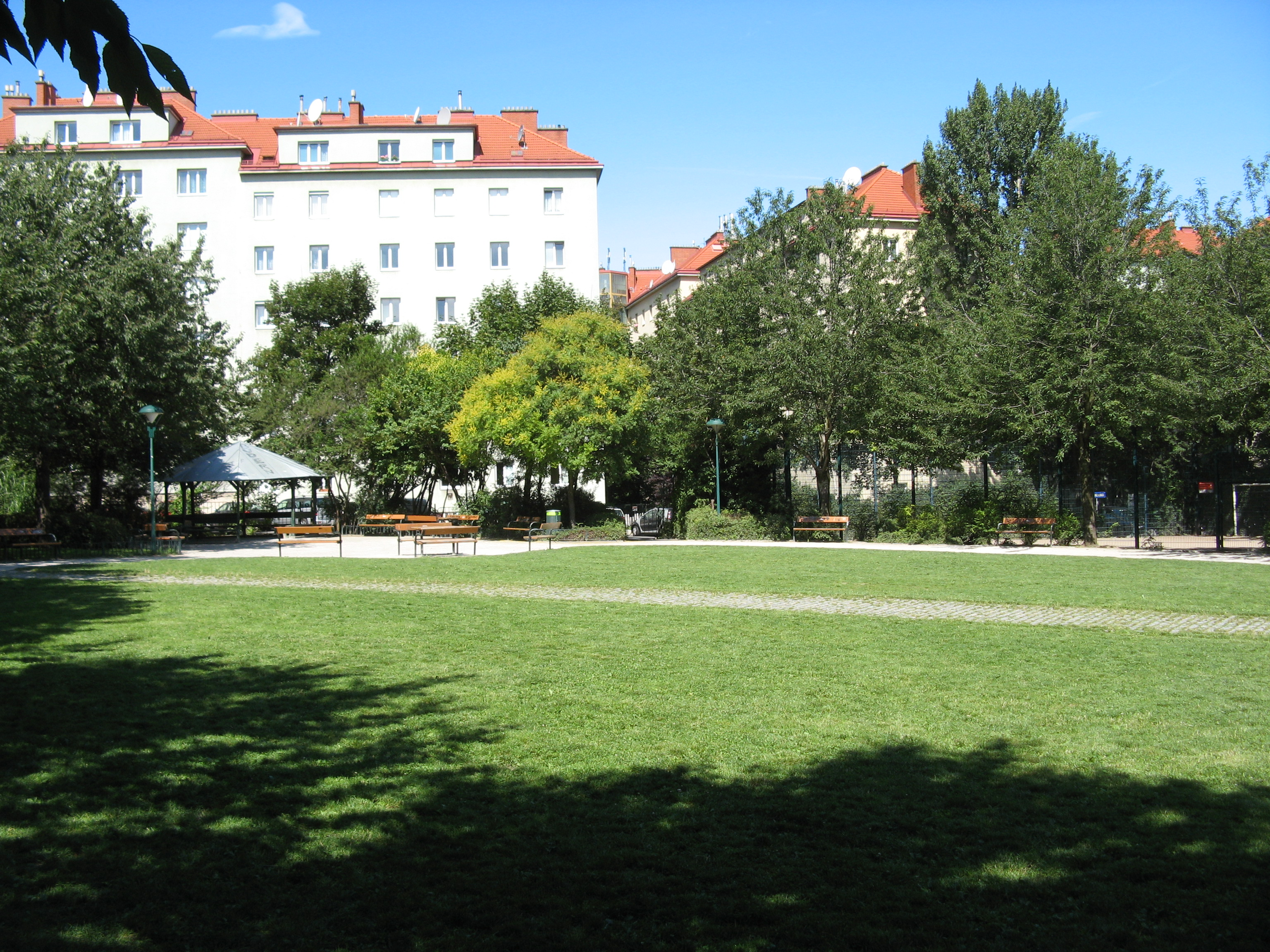
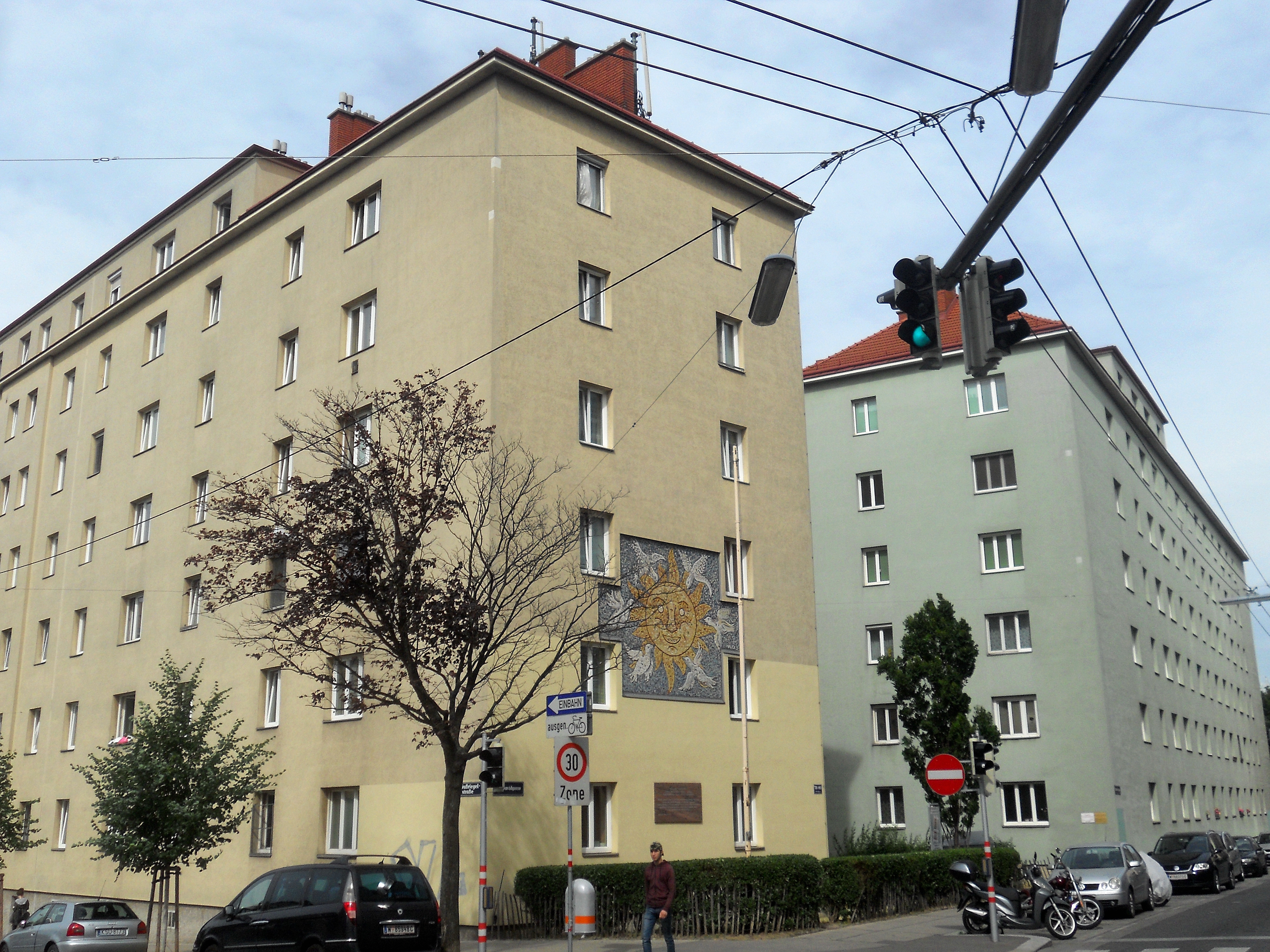
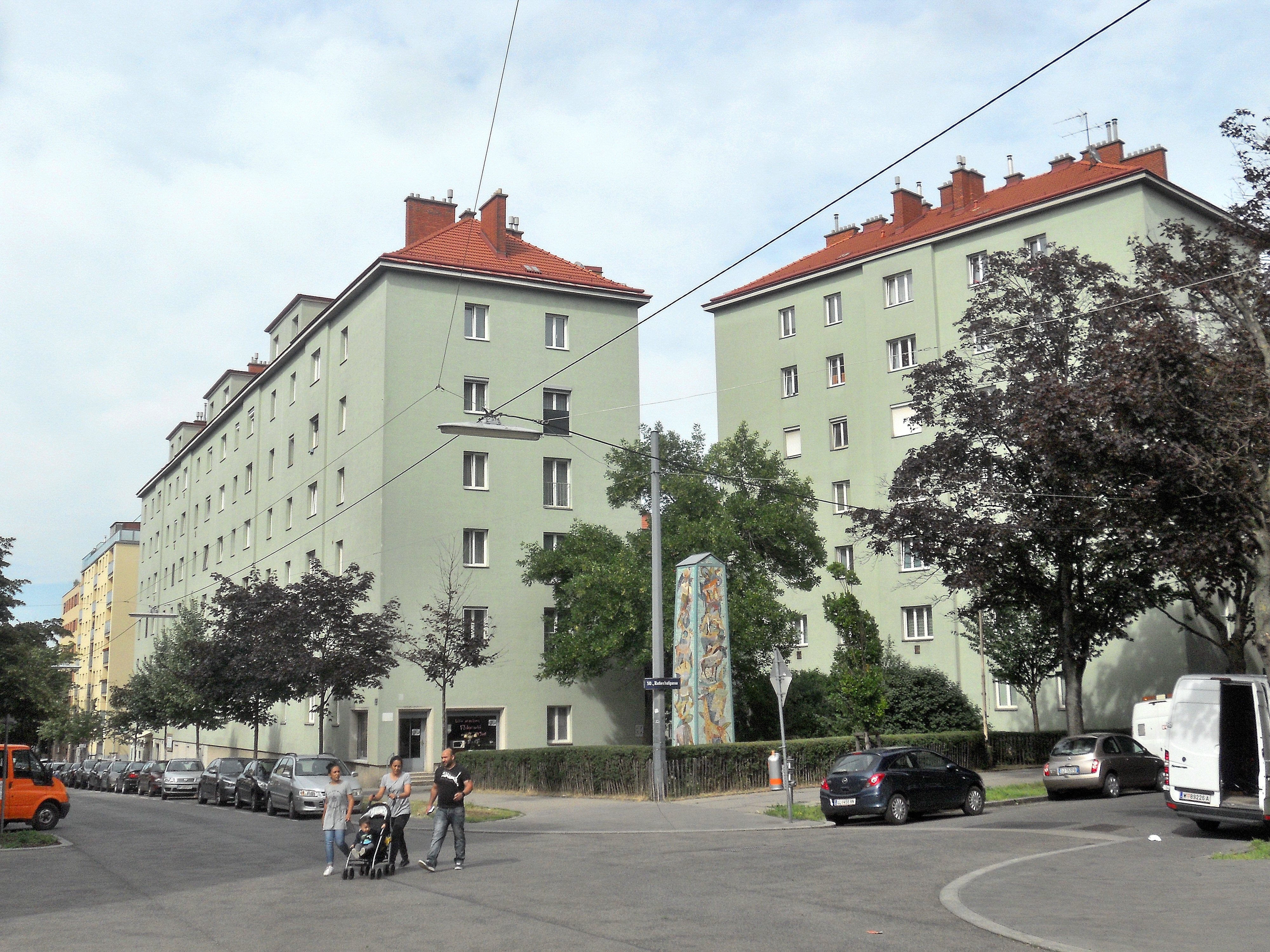
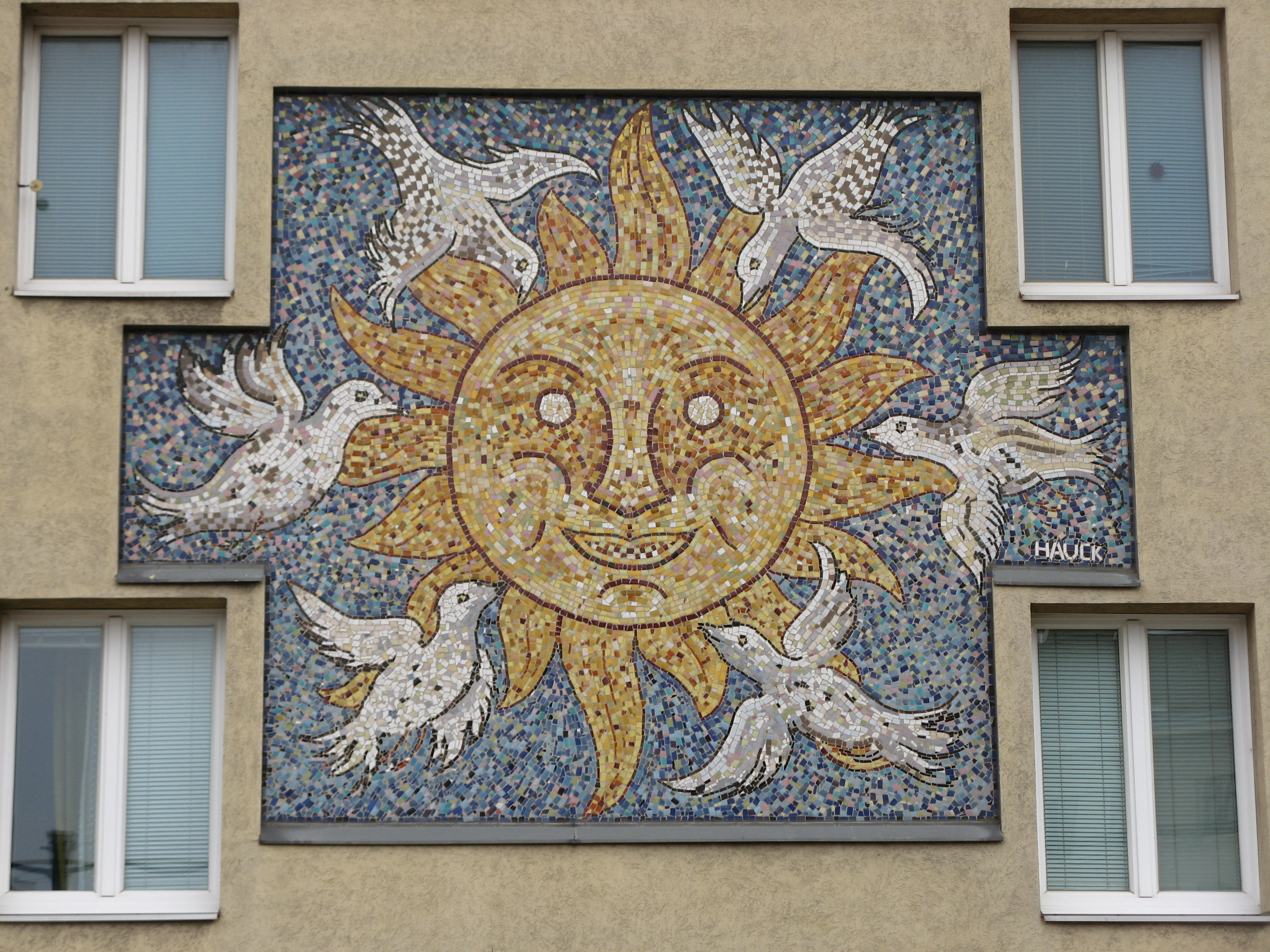
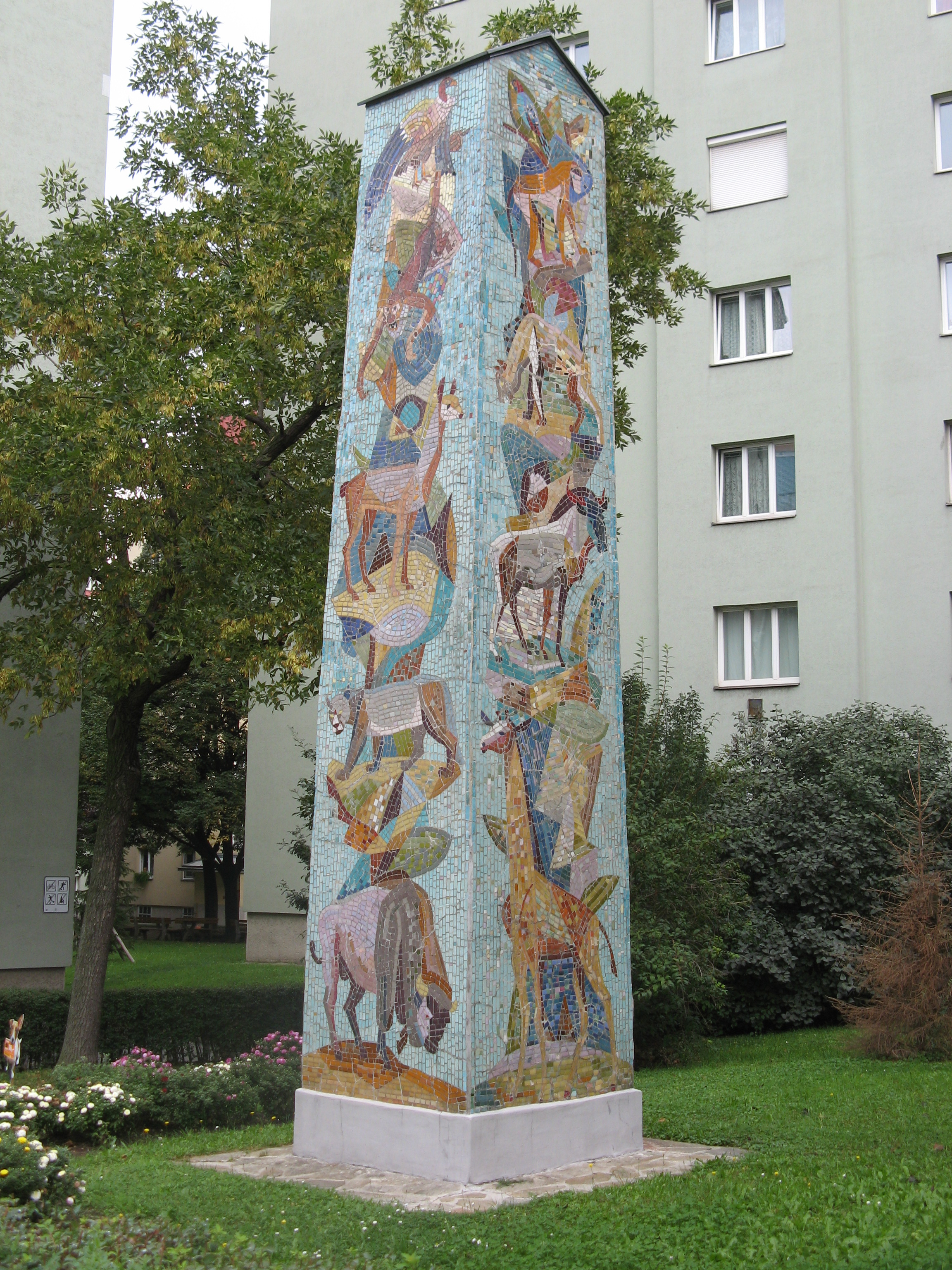
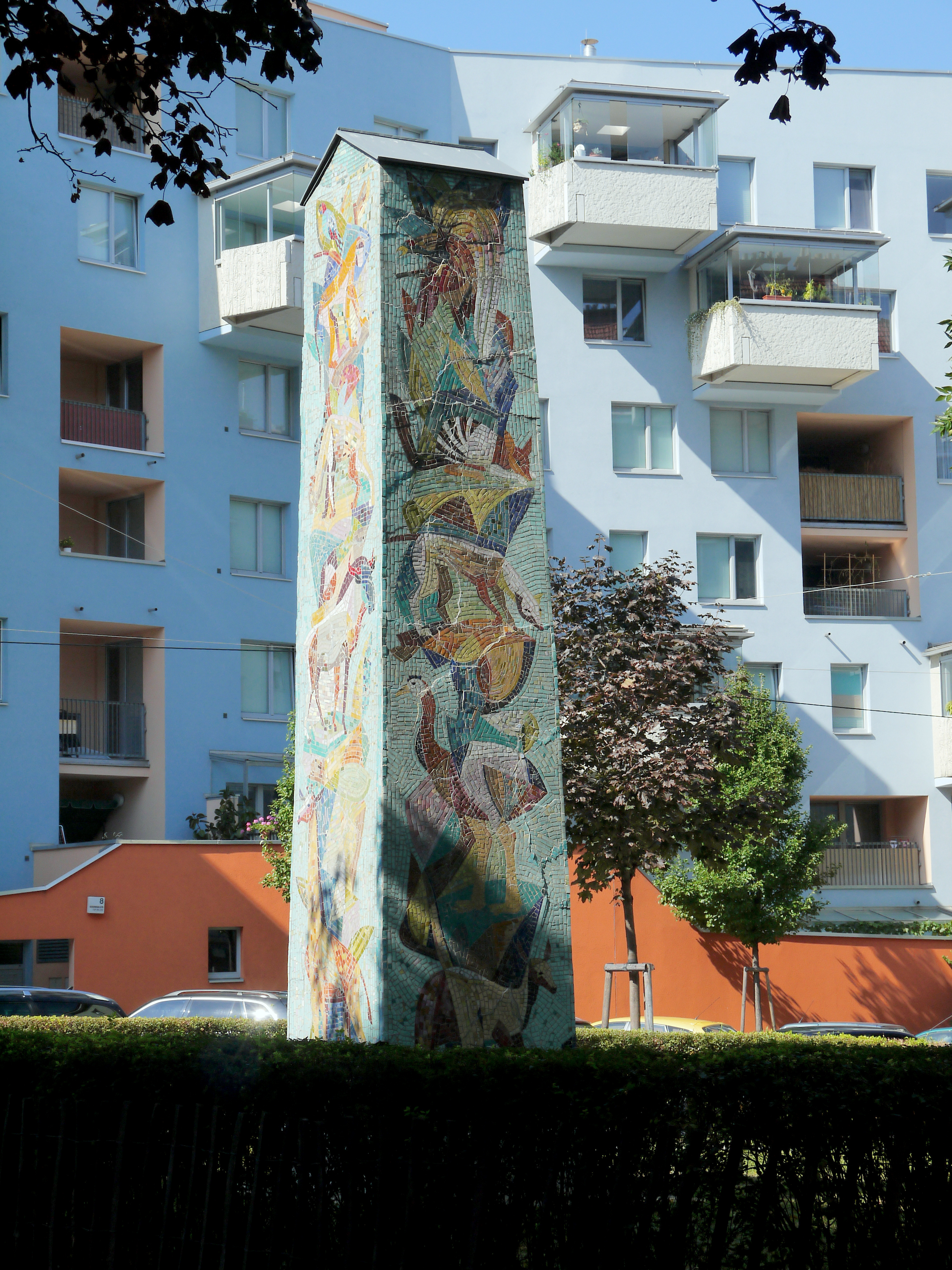
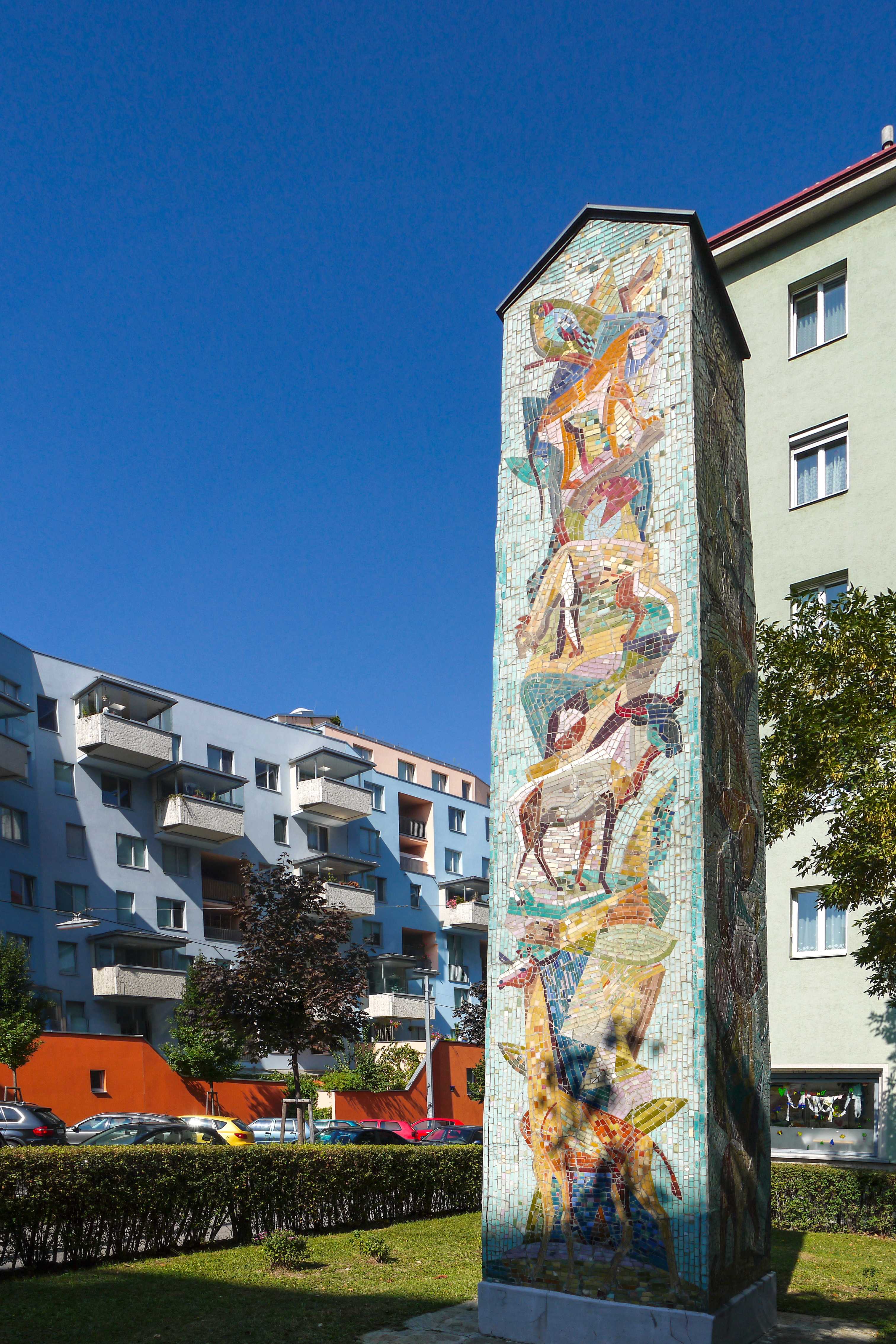
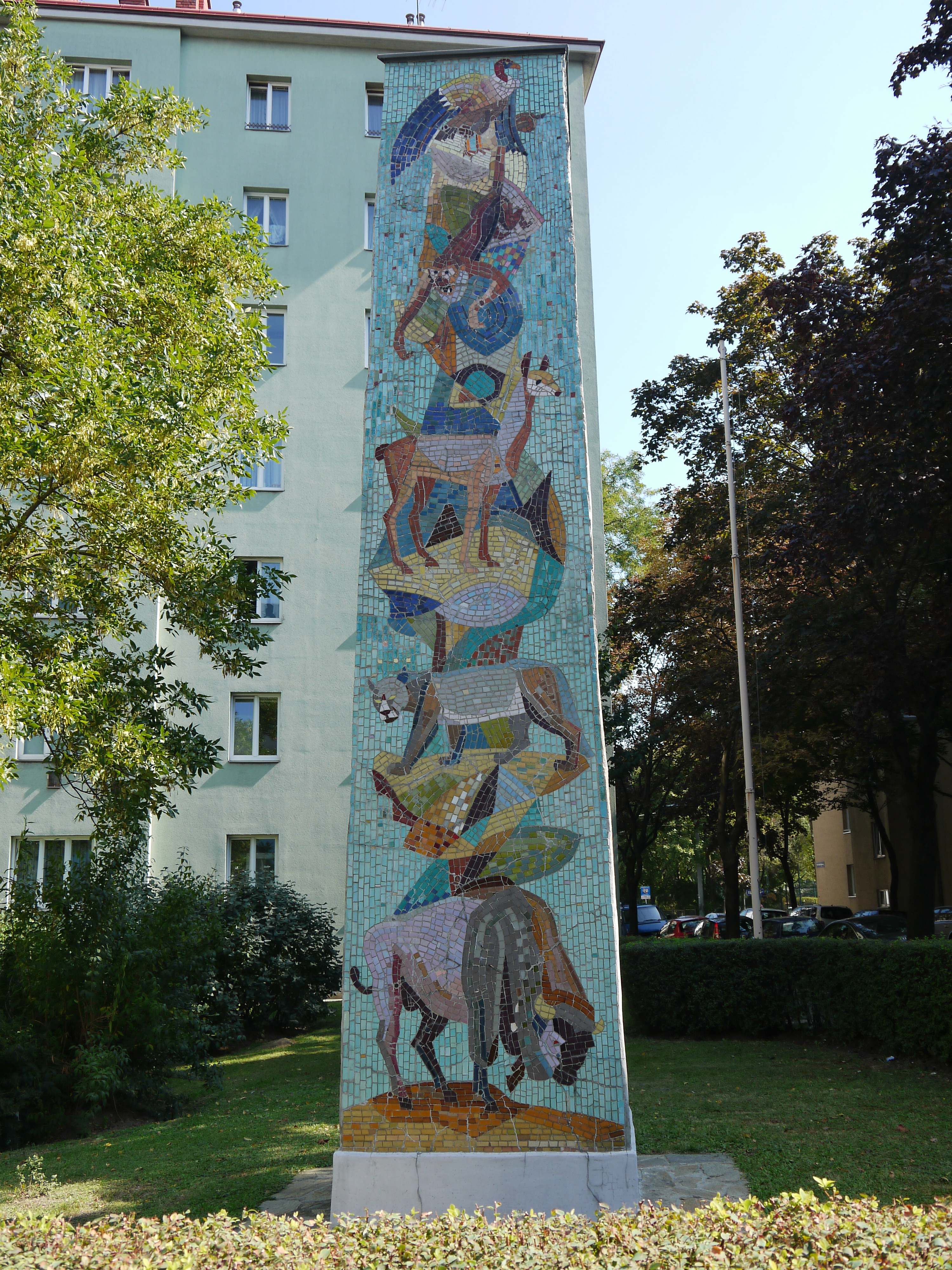
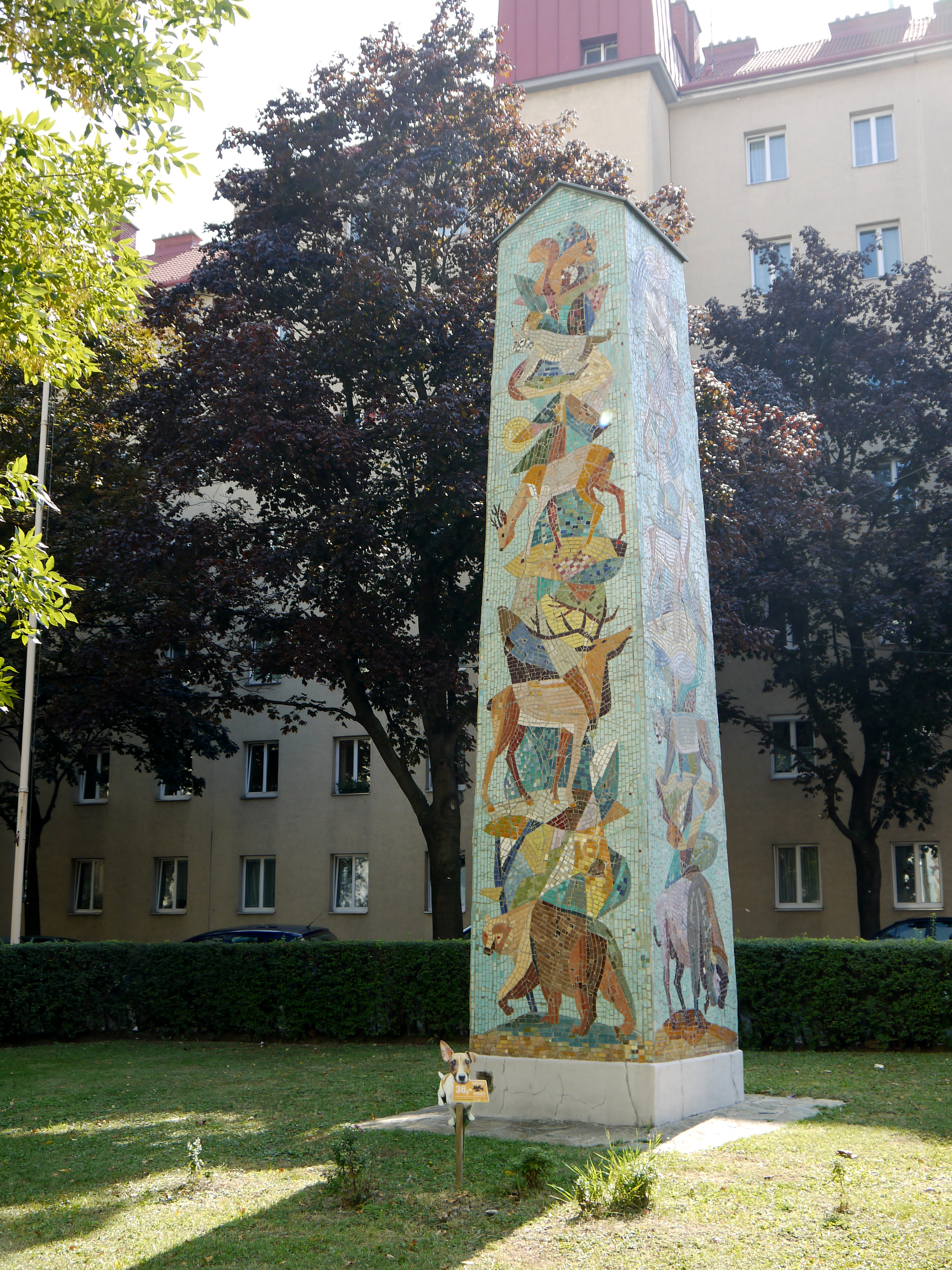

### Nr. 85–87 und 89: ehemalige Papierfabrik Reiß
Davidgasse 85–87 ist die ehemalige Papierfabrik Reiß, die 1908 hier errichtet wurde. Auf einem L-förmigen Grundriss erhebt sich ein fünfstöckiger kubischer Ständerbau, der lange lisenengegliederte Fronten aufweist. Das Erdgeschoß ist verputzt während der übrige Bau in Sichtziegelbauweise errichtet wurde. Daneben auf Nummer 89 befindet sich das dazugehörige ehemalige Wohnhaus. Es ist dreigeschoßig, besitzt einen Mittelerker und schöne dekorative Gitter an den Fenstern und zwischen den Gebäuden.
In dem Gebäude/Fabrik befanden sich während des Nationalsozialismus bis zur Befreiung 1945 zwei Lager für ungarische Juden und Jüdinnen, die zur Zwangsarbeit eingesetzt wurden.

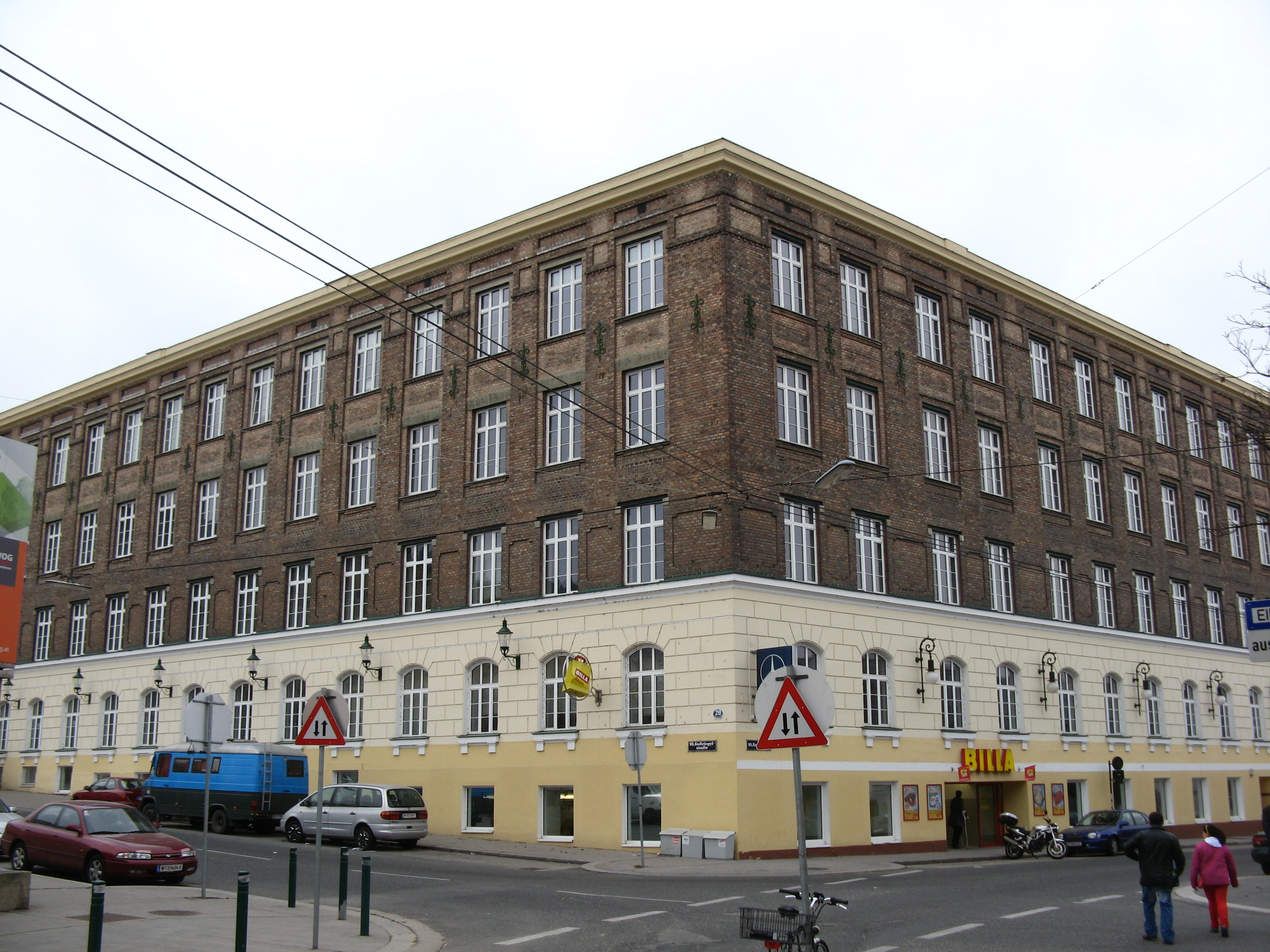
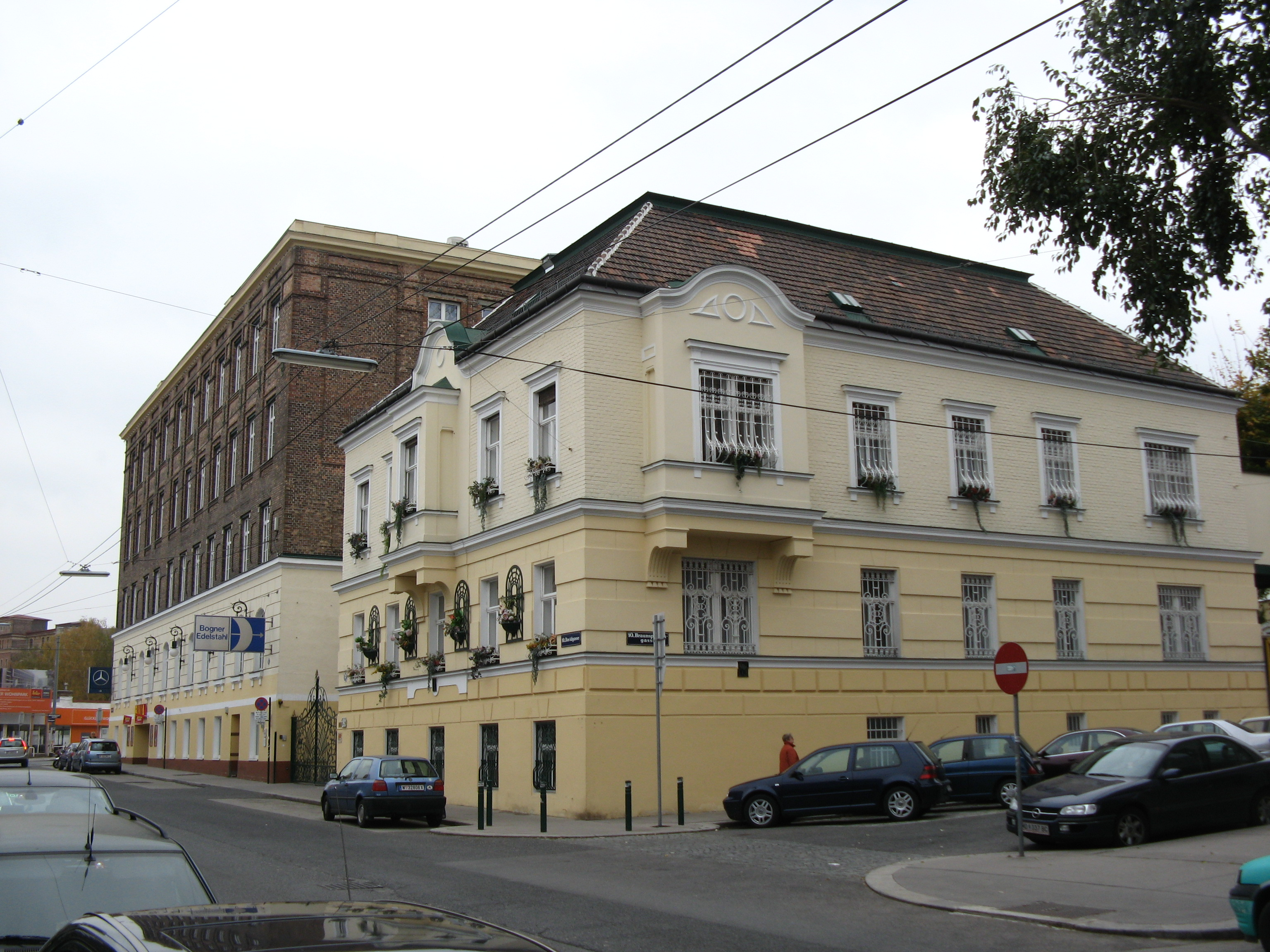
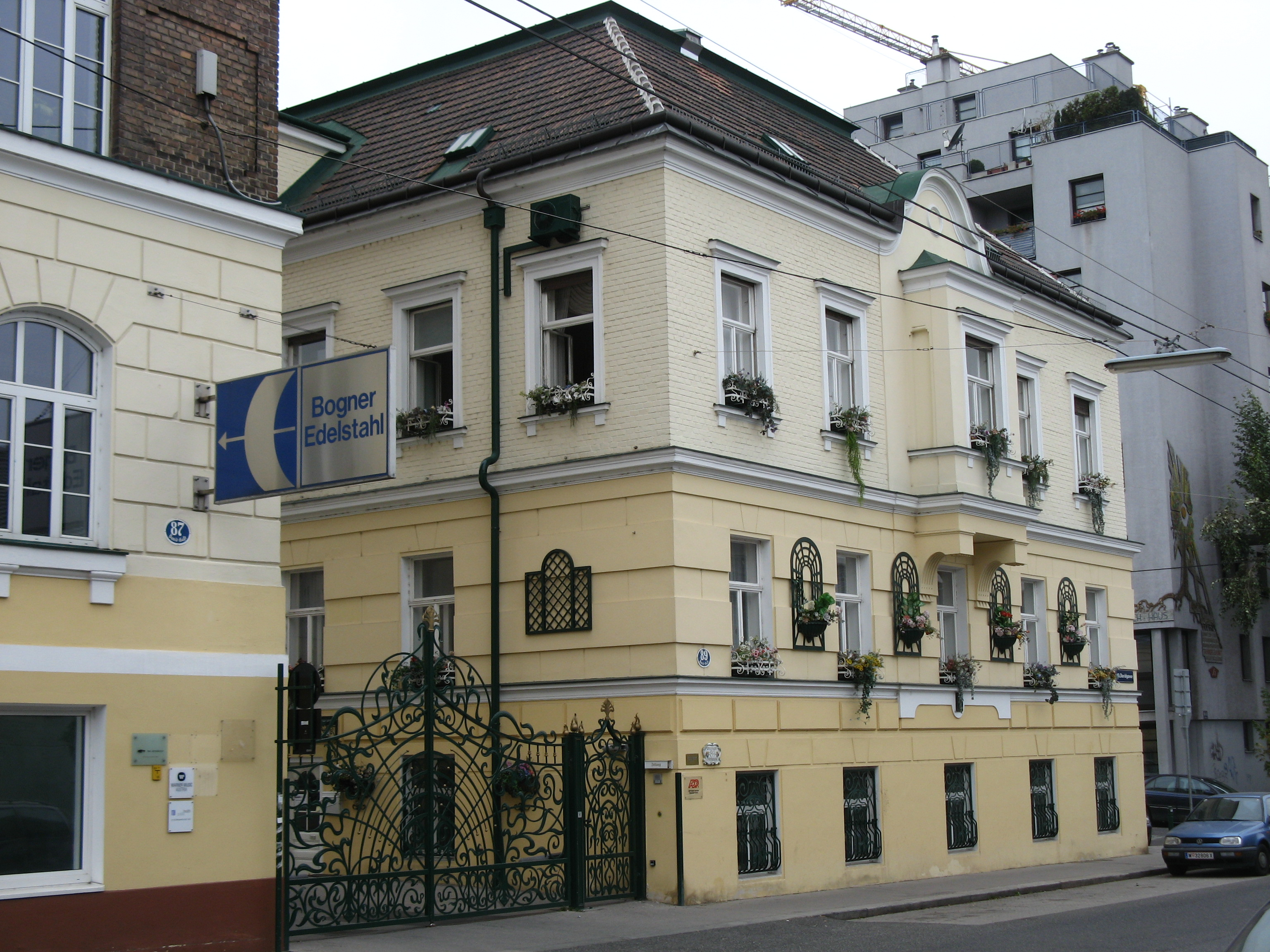

### Nr. 92: ehemalige Zigarettenfabrik Abadie

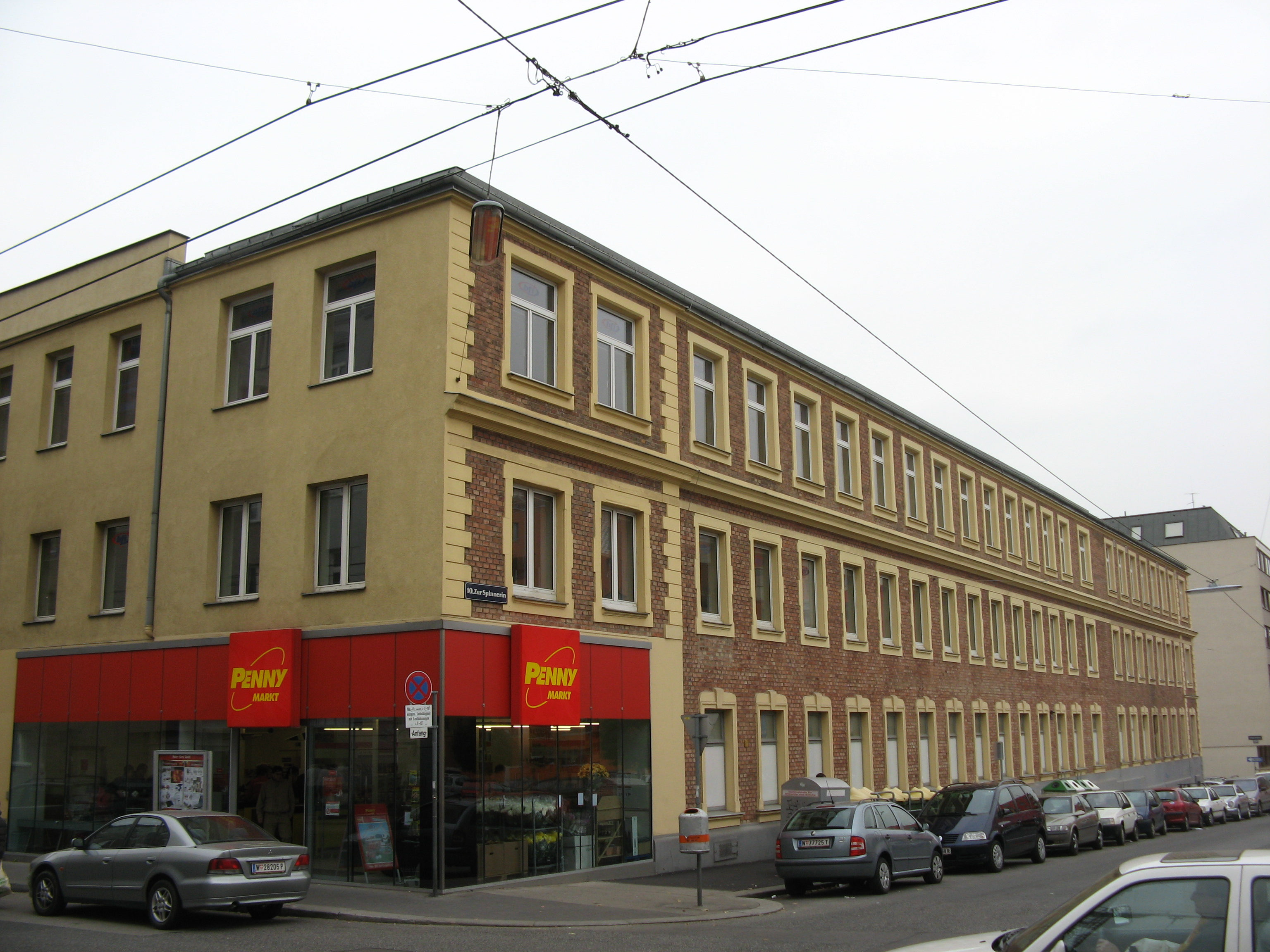
Ehemalige Zigarettenfabrik Abadie, Davidgasse 92

Dieses heute großteils durch das Berufsförderungsinstitut bfi genutzte Gebäude wurde 1910 für die ehemalige Zigarettenpapierfabrik Abadie errichtet. Die längere Gebäudefront befindet sich an der Straße Zur Spinnerin und ist in Sichtziegelbauweise mit additiver Putzgliederung gestaltet. Teilweise trägt es Eisensprossenfenster.
Die Firma Abadie wurde bereits 1783 in Paris gegründet und erzeugte dort das erste Zigarettenpapier. Seit 1910 befand sich eine Niederlassung in Wien ebenso wie in Prag. Vor dem Ersten Weltkrieg wurden hier an die 1000 Arbeiter beschäftigt. Seit 1923 war die Firma Abadie eine Aktiengesellschaft und erfreute sich während der Ersten Republik großer Beliebtheit, weil ihren Erzeugnissen bunte Sammelbildchen beigefügt waren. 1938 wurde Abadie „arisiert“ und kam 1955 in den Besitz von Hans Behr, der die Firma mit dem Konkurrenzunternehmen Altesse als Altesse Hans Behr & Co. vereinigte, ehe auch diese schließlich 1972 von den Austria Tabakwerken übernommen wurde. Seit den 1980er-Jahren wird das Gebäude nicht mehr als Fabrik genutzt.

### Nr. 95: ehemalige Konstruktionsschlosserei Herrmann und Neukomm
Im Jahr 1906 wurde hier eine Betriebs- und Wohnhausanlage einer auf Gewächshäuser spezialisierten Konstruktionsschlosserei errichtet.

### Nr. 97: ehemalige Korkfabrik Llosent und Forschner
Das Fabriksgebäude wurde um 1910 erbaut und 1980 in ein Wohnhaus umgewandelt. An die Korkfabrik (deren Namen noch an der Fassade erkennbar ist), erinnert eine Gedenktafel.

### Nr. 101–103: ehemaliges Wöchnerinnenheim des Vereins „Lucina“
Das mit der Hauptfront zur Knöllgasse (Nr. 20–24) befindliche, 1899–1901 von Jakob Gartner errichtete Gebäude des Vereins Lucina wurde als Asyl für Wöchnerinnen erbaut. Es handelt sich um ein schlösschenartiges späthistoristisches Gebäude mit barockisierenden Formen. Eine Zeit lang war hier noch eine Krankenpflegerschule untergebracht, seit 2007 fungiert es als Privatschule.